# 中島みゆき・21世紀ベストセレクション『前途』
『中島みゆき・21世紀ベストセレクション『前途』』（なかじまみゆき・にじゅういっせいきベストセレクション『ぜんと』）は、2016年11月16日に発売された中島みゆきのベスト・アルバムである。

## 解説
- 1996年に発売された『大吟醸』以来20年ぶりのベスト・アルバムであり、2000年以降にリリースされた全162曲から選ばれた[1]。また、収録された12曲のうち8曲がタイアップ曲や他アーティストへの提供曲である。
- タイトルである『前途』は「懐かしがらない」、「前だけを見る」という思いを込めて名付けられている[1]
- 中島みゆきの作品史上初の本人による全楽曲ごとのライナーノーツが封入されている[1]

## 収録曲
- 全作曲/作詞: 中島みゆき、編曲: 瀬尾一三(特記以外)

1. 銀の龍の背に乗って
  - 31stアルバム『恋文』に収録されている。フジテレビ系ドラマ『Dr.コトー診療所』主題歌として作られた楽曲。
2. 地上の星
  - 28thアルバム『短編集』に収録されている。NHK総合『プロジェクトX〜挑戦者たち〜』オープニングテーマとして起用された。2002年には『第53回NHK紅白歌合戦』にて初出場を果たした。本作では曲のフェードアウトするタイミングが既発表音源より早くなっている。
3. 泣いてもいいんだよ
  - 44thシングル「麦の唄」のカップリングに収録されていてアルバムには初収録。2014年にももいろクローバーZに提供した楽曲のセルフカバー。この曲を手がけたことによって、中島みゆきの他アーティストへの提供曲が5つの年代にわたって1位を獲得した[2]。
4. 常夜灯
  - 39thアルバム『常夜灯』に収録されている。
5. Nobody Is Right（編曲：瀬尾一三・中村哲）
  - 35thアルバム『I Love You, 答えてくれ』に収録されている。ファッションブランド『earth music&ecology』のCMにて、宮崎あおいと大勢の女性による合唱でカバーされた。
6. 宙船 (そらふね)（編曲：瀬尾一三・中村哲）
  - 34thアルバム『ララバイSINGER』に収録されている。2006年にTOKIOに提供した楽曲のセルフカバー。TOKIOのメンバーである長瀬智也が出演した日本テレビ系ドラマ『マイ☆ボス マイ☆ヒーロー』の主題歌に起用され、ドラマと共にヒットした。また、「宙船 (そらふね)」のヒットにより、第48回日本レコード大賞の作詩賞を受賞した。
7. 倒木の敗者復活戦（編曲：瀬尾一三・小林信吾）
  - 39thアルバム『常夜灯』に収録されている。
8. Why & No
  - 41stアルバム『組曲 (Suite)』に収録されている。
9. India Goose (編曲：瀬尾一三・小林信吾)
  - 40thアルバム『問題集』に収録されている。テレビ東京系『美の巨人たち』エンディングテーマに起用された。
10. 産声
  - 40thアルバム『問題集』に収録されている。『夜会工場 Vol.1』のために書き下ろされた楽曲。
11. 麦の唄
  - 44thシングル「麦の唄」及び40thアルバム『問題集』に収録されている。NHK連続テレビ小説『マッサン』（大阪放送局製作）の主題歌として製作された楽曲。
12. ヘッドライト・テールライト
  - 28thアルバム『短編集』に収録されている。NHK総合『プロジェクトX〜挑戦者たち〜』のエンディングテーマとして起用された。既発表音源とは異なり、フェードアウトせずに最後まで演奏されている。